# La-Plata-Delfin
Der La-Plata-Delfin (Pontoporia blainvillei), in seiner Heimat Franciscana genannt, ist ein an der Atlantikküste Südamerikas verbreiteter Zahnwal.

## Merkmale

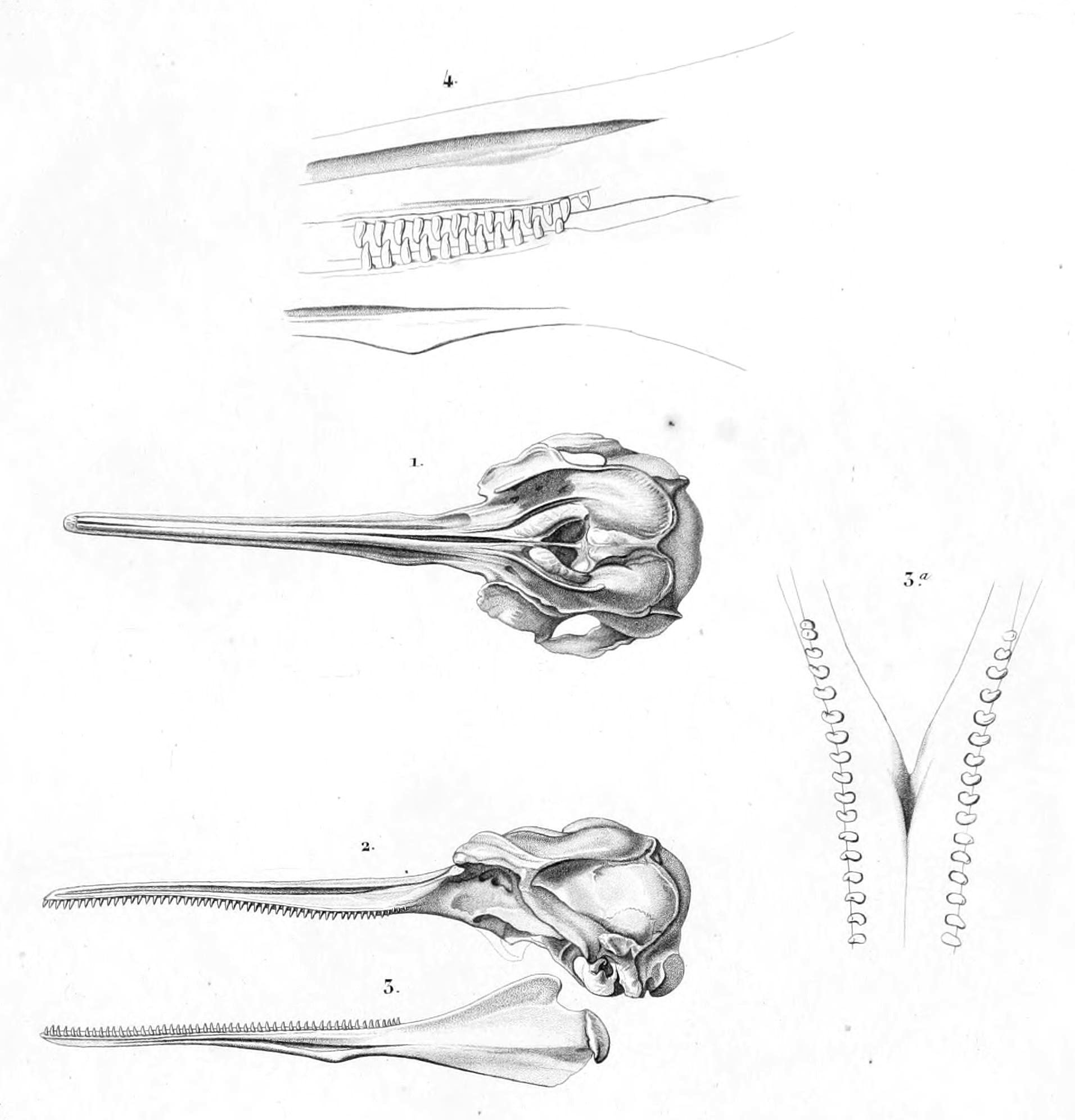
Schädel des La-Plata-Delfins, Zeichnung aus d’Orbigny (1847)

Mit einer Größe von 130 bis 170 cm (Männchen nur bis 1,50 Meter) und einem Gewicht von 35 bis 50 kg (Männchen maximal 40 kg) ist dieser Flussdelfin von zierlicher Gestalt. Er hat eine graubraune Körperfärbung, die zum Bauch hin heller wird. Der Kopf ist klein und durch eine leichte Nackenfalte vom Rumpf abgesetzt. Die Augen sind klein aber gut entwickelt. Das Blasloch ist sichelförmig. Die Schnauze ist relativ zum Körper die längste aller Wale und sehr schlank mit gerader Mundlinie. Im Oberkiefer sitzen 106 bis 116, im Unterkiefer 102 bis 116 sehr spitze Zähne. Die Flipper sind breit und fast dreieckig mit stark gebogener Vorder- und gezackter Hinterkante, die innenliegenden Knochen sind durch die Haut erkennbar. Die Finne hat eine lange Basis und eine leicht abgerundete Spitze. Der Körper verjüngt sich zur Schwanzwurzel zu. Die Fluke ist mit bis zu einem Drittel der Körperlänge extrem breit, hat eine leicht konkave Hinterkante und eine leichte Einkerbung in der Mitte. Jungtiere haben eine deutlich kürzere Schnauze und sind bei der Geburt etwa 70 bis 80 cm lang und 7,3 bis 8,5 kg schwer.

## Verbreitung

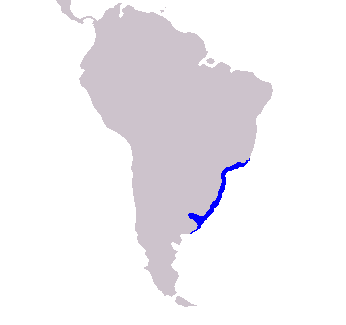
Verbreitungsgebiet des La-Plata-Delfins

Der La-Plata-Delfin kommt entlang der südamerikanischen Ostküste etwa vom Rio Doce in Brasilien bis zur Bahía Blanca in Argentinien vor. Er hält sich vorwiegend in flachen Küstengewässern und Flussmündungen auf, dringt aber kaum in Flüsse vor. Am häufigsten wird die Art im Mündungsbereich des Río de la Plata gesichtet, wo sie sich allerdings im Winter nur selten aufhält.

## Lebensweise
Der La-Plata-Delfin ernährt sich von Fischen, Tintenfischen und Krebstieren. Wahrscheinlich stöbert er seine Beute auf, indem er mit seiner langen Schnauze den schlammigen Boden durchwühlt. Als Einzelgänger meidet er die Gegenwart seiner Artgenossen. Seine Tauchgänge währen kurz, und noch kürzer sind seine Aufenthalte an der Oberfläche. Die Jungen werden nach einer Tragzeit von 10 bis 11 Monaten meist im Südsommer zwischen Oktober und Februar geboren und etwa 9 Monate lang gesäugt. Mit einem Alter von zwei bis drei Jahren werden sie geschlechtsreif und sind mit vier Jahren ausgewachsen. Die Weibchen gebären etwa alle zwei Jahre. Wegen seiner verborgenen Lebensweise und Scheuheit wird er kaum von Menschen gesehen und sein Verhalten ist noch weitgehend unbekannt. Allerdings verfangen sich jährlich etwa 1500 La-Plata-Delfine in Fischernetzen; diese werden dann für Lampenöl und zu Schweinefutter verarbeitet. Es wird befürchtet, dass die Population diesen Schwund nicht lange aushält, ohne Schaden zu nehmen.

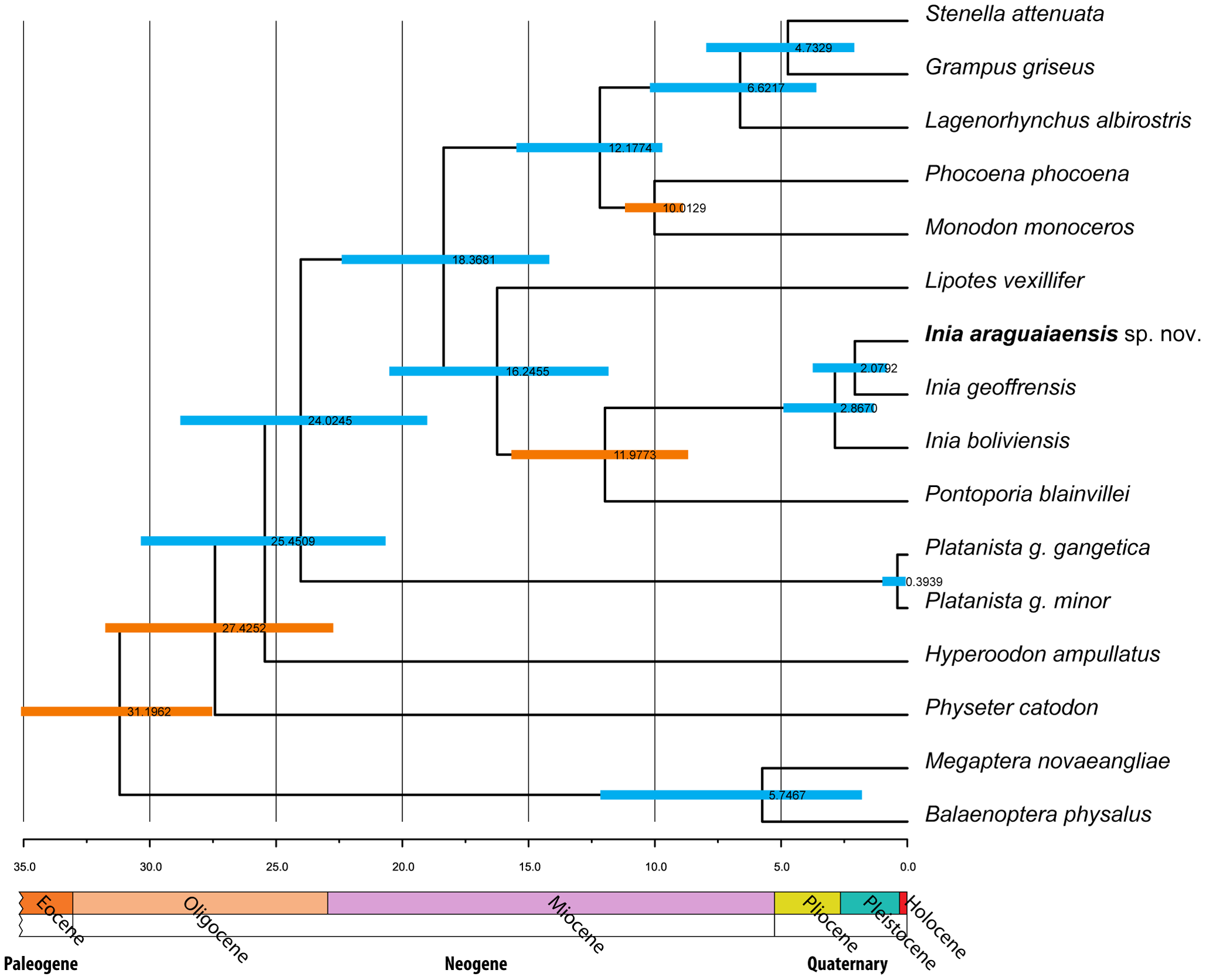
Das Kladogramm aus der Erstbeschreibung von Inia araguaiaensis zeigt den La-Plata-Delfin als Schwestergruppe der Gattung Inia und den Chinesischen Flussdelfin als Schwestergruppe von beiden. (Bitte auf das Bild klicken, um es zu vergrößern.)

## Systematik
Die Systematik der Flussdelfine ist noch nicht völlig geklärt. Während früher alle Vertreter dieser Gruppe als konvergent und nicht miteinander verwandt betrachtet wurden, geht man auch nach molekulargenetischen Untersuchungen heute davon aus, dass der Amazonasdelfin und seine Verwandten (Gattung Inia) die Schwestergruppe des La-Plata-Delfin darstellen. Vermutlich ist auch der möglicherweise bereits ausgestorbene Chinesische Flussdelfin (Lipotes vexillifer) mit dem La-Plata-Delfin verwandt. Trotzdem wird der La-Plata-Delfin in heutigen Systematiken in eine eigenständige, monotypische Familie gestellt, die Pontoporiidae.

## Bedrohung
Der La-Plata-Delfin wird auf der Roten Liste der IUCN als gefährdet (vulnerable), mit einem vermutlich abnehmenden Populationstrend (Stand 2017). Es existiert keine Schätzung der gesamten Populationszahl, jedoch für einzelne Abschnitte des Verbreitungsgebiets. Vor der Küste des brasilianischen Bundesstaates Rio de Janeiro leben demnach vermutlich ca. 2.000, vor den Küsten der Bundesstaaten São Paulo, Paraná und Santa Catarina ca. 8.500, im Küstengebiet des Bundesstaates Rio Grande do Sul 6.800–10.000 und vor der argentinischen Küste ca. 15.000 Tiere.